# Christopher Pelling
Christopher Brendan Reginald Pelling (né le 14 décembre 1947) est un érudit classique britannique. Il est professeur Regius de grec, à Christ Church, Oxford, de 2003 à 2015. Il est président de la Société hellénique de 2006 à 2008.
Ses recherches portent sur l'historiographie et la biographie grecques et latines, ainsi que sur d'autres domaines de la littérature grecque, en particulier la tragédie.

## Biographie
Formé à Cardiff High School, Pelling dans les années 1960 est Senior Scholar au Balliol College d'Oxford, puis passe vingt-neuf ans en tant que Fellow et Praelector in Classics au University College d'Oxford. Il innove en appliquant l'analyse littéraire à des textes historiques, allant de Tacite à Plutarque. Il retourne à Christ Church, Oxford en 2003 lorsqu'il devient professeur Regius de grec. Il est élu membre de la British Academy (FBA) en 2009.